# Ходо I (Лужица)
Ходо I или Одо (на немски: Hodo I; Odo, * 930, † 13 март 993) e от 965 г. маркграф на Марка Лужица в Саксонската източна марка, от 966 г. граф в Гау Ницици, граф в Гау Цицици с Дорфмарк Требниц (972 – 974), от 974 г. граф в Нордтюринггау и маркграф на Северна марка през 985 – 993 г.

## Биография
Ходо (Одо) е вероятно син на Христиан († 950), роднина на Геро I Железния (първият и единствен маркграф на ‎Саксонската източна марка‎ 937 – 965 г.). След смъртта на Геро I през 965 г. той получава Марка Лужица. Той се бие, за да подчини славяните от Елба. Той е победен на 24 юни 972 г. от Кидибур († 972), син на Шемомисъл и брат на княза на поляните Мешко I, в битката при Цединия.

## Брак и деца
Ходо се жени за Фредеруна (Frederuna,† 28 октомври 1015), дъщеря на Титмар I маркграф на Майсен (976 – 979). Двамата имат децата:
- Зигфрид († сл. 1030), монах в Нинбург
- Хида, наследничка; омъжена за граф Адалберт I фон Баленщет (* 970), майка на Езико от Баленщет, родоначалник на фамилията Аскани, и баба на граф Адалберт II фон Баленштет
- Алфринус, монах в Корвей